# کریستیان وولف
کریستیان ویلهلم والتر وولف (به آلمانی: Christian Wilhelm Walter Wulff) (زاده ۱۹ ژوئن ۱۹۵۹) سیاستمدار اتحادیه دموکرات مسیحی آلمان و رئیس‌جمهور پیشین آلمان از سال ۲۰۱۰ تا ۲۰۱۲ بود. وی در ۳۰ ژوئن ۲۰۱۰ به رئیس‌جمهوری انتخاب و در ۲ ژوئیه همان سال سوگند یاد کرد.
در ۱۷ فوریه ۲۰۱۲ ، ولف از مقام خود به عنوان رئیس جمهور آلمان استعفا داد، در حالی كه احتمال پیگرد قانونی برای ادعاهای فساد مربوط به سابقه فعالیت به عنوان وزیر-رئیس جمهور نیدرزاکسن را داشت.  
در سال ۲۰۱۴ توسط دادگاه منطقه ای هانوفر از کلیه اتهامات فساد مالی تبرئه شد.